# 向北
向北（？年—？年），字隣卿，號梅舟，浙江宁波府慈溪县人。明末政治人物。

## 生平
天啓七年（1627年）丁卯科浙江乡试舉人，崇祯七年（1634年）甲戌科进士。礼部观政，本年十二月授南太常寺博士，丁忧归乡。服除后，起补北京行人司行人，擢升江西道监察御史。上疏申救都御史刘宗周，揭发吴昌时之奸，又奉命巡视长芦盐政。后归家。鲁王朱以海监國時，重新启用为原官，绍兴失陷后隐居卒。

## 家族
曾祖向陞，乡宾司飮；祖向铣，庠生；父向洪复，乡飮大賓。